# Deyvid Sacconi
Deyvid Sacconi (Alfenas, 10 april 1987) is een Braziliaans voormalig voetballer die als middenvelder speelde.

## Carrière
Sacconi begon zijn carrière in 2006 bij Guarani FC. Hij tekende in 2007 bij SE Palmeiras. Hij speelde 31 wedstrijden waarin hij 5 doelpunten maakte. Hierna kwam hij uit voor Goiás EC, Grêmio Barueri Futebol, Vegalta Sendai, FK Xəzər Lənkəran en Esteghlal Khuzestan.